# Calum Chambers
Calum Chambers (Petersfield, 1995. január 20. –) angol utánpótlás-válogatott labdarúgó, a Cardiff City játékosa.

## Karrierje

### Southampton
Calum a 2012-13-as szezonban lett a Szentek felnőtt keretének tagja, és lehetőséget is kapott Nigel Adkins menedzsertől néhány felkészülési találkozón. Chambers 2012. augusztus 13-án a Stevenage elleni 4-1-re megnyert Ligakupa találkozón debütált tétmeccsen, a 84. percben váltotta Dean Hammondot, és a 4. southamptoni gól előtt ő adta a gólpasszt. A 2013-14-es szezonban debütált a Premier League-ben, augusztus 17-én a West Brom ellen végigjátszotta a mérkőzést. 24 mérkőzésen játszott a Southamptonban 2014-es távozásáig.

### Arsenal
2014. július 28-án jelentette be az Arsenal a leigazolását. A 2014-es Emirates-kupán a Benfica elleni meccset végigjátszotta. A Community Shielden középhátvédként kezdett, és nagyon magabiztos teljesítményt nyújtott Laurent Koscielny védőpárjaként. A Crystal Palace elleni PL-rajton is a Koscielny-Chambers duónak szavazott bizalmat Arsène Wenger, más kérdés persze, hogy a világbajnok Per Mertesacker még szabadságát töltötte. Chambers jól játszott, egy felezővonalnál elkövettett taktikai szabálytalanságért sárga lapot kapott. A Beşiktaş elleni Bajnokok Ligája play-off isztambuli mérkőzésén is a franciával alkotta az Arsenal védelmének közepét, és a csapata egyik legjobbja volt a 0-0-ra végződő mérkőzésen. Augusztusban rögtön megválasztották a hónap játékosának az Arsenalnál.

## Sikerei, díjai
- Arsenal:
  - FA Community Shield: 2014